# ألفريد ليشتنشتاين
ألفريد ليشتنشتاين Alfred Lichtenstein (ولد في برلين في أغسطس 1889 – ومات في زوم في فرنسا في سبتمبر 1914) هو أديب تعبيري ألماني.

## حياته
نشأ ليشتنشتاين في برلين. درس القانون في برلين ثم في إرلانجن. بدأ نشر قصائده في عام 1910. وقد نشرت للمرة الأولى في مجلة العاصفة Der Sturm ثم في مجلة الفعل Aktion. أصدر في عام 1913 مجموعة قصائد بعنوان «الغسق» Die Dämmerung.
التحق في أكتوبر 1913 بكتيبة المدفعية الثانية البافارية متطوعا لمدة سنة واحدة في ميونخ. إلا أنه اشترك في الحرب العالمية الأولى منذ بدايتها. وقد صور يأسه من تجارب الحرب وشعوره باقترابه من الموت في قصائده. فهو يقول في قصيدة الرحيل على سبيل المثال: «ربما أموت في ثلاثة عشر يوما». وسقط في يوم 25 سبتمبر 1914.

## أدبه
كتب ليشتنشتاين الشعر والنثر الساخرين، ومن أشهر قصائده «الغسق». وفي مقطوعاته النثرية يسلط سخريته على بعض معارفه وعلى نفسه هو شخصيا، وكان متأثرا بأسلوب ألفريد جيري. فهو يستخدم شخصيا مشهورة بالنسبة لأصدقائه ومن بينهم جيورج هيام وجوتفريد بن وياكوب فون هاديس. وقد اخترع لنفسه شخصية كونو كون تجسد شخصيته، ويقول على نفسه:
«العزاء الوحيد هو الحزن، وحين يتحول الحزن إلى اليأس فإن السخرية تبدأ. وعلى المرء أن يتابع حياته من أجل المتعة. وعليه أن يحاول أن ينهض، في حين يعرف أن الوجود هو مجموعة من النكات الوحشية والوضيعة».

## روابط خارجية
- ألفريد ليشتنشتاين على موقع ميوزك برينز (الإنجليزية)
- ألفريد ليشتنشتاين على موقع ديسكوغز (الإنجليزية)